# Téo & Téa
Téo & Téa è il quindicesimo album in studio del compositore francese Jean-Michel Jarre, pubblicato dalla Warner Music nel 2007.

## Il disco
L'album racconta la storia, in forma musicale, di una giornata dei personaggi a cartoni Téo e Téa, due identiche creature che si incontrano, si innamorano e trascorrono una giornata assieme.
È stato lanciato sia come CD che come CD e DVD assieme. Il DVD riporta le stesse tracce mixate in Dolby 5.1, e un videoclip del brano Téo & Téa in alta definizione, visibile su PC.

### Campagna pre-lancio
La campagna commerciale di lancio dell'album è iniziata nel gennaio 2007, due mesi in anticipo sull'uscita, con due video su YouTube (Téo e Téa), un CD-singolo per stazioni radio e club, pagine su MySpace, magliette con tre differenti motivi su Spreadshirt, e un DVD-singolo per club e stazioni televisive. In tutti questi casi il nome di Jean-Michel Jarre non è stato mai menzionato o associato ai brani. Nel febbraio 2007 è stato inviato alla stampa un CD promozionale, questa volta a nome di Jarre. Infine nel marzo 2007 il lancio ufficiale sul website del titolo.

### Edizioni speciali
Un CD singolo promozionale, comprendente la traccia "Téo & Téa" e un DVD-singolo promozionale comprendente il videoclip dello stesso brano, è stato reso pubblico nel febbraio 2007 per club e stazioni radio, senza riferimenti ad autore o compositore.
Un CD promozionale dell'album è stato reso pubblico alla stampa nello stesso mese.
L'edizione iTunes dell'album include alcuni bonus esclusivi: il video "Making of" in inglese (8:35) e "Making of" in francese (11:30); i pre-ordini comprendono inoltre i brani "Téo & Téa - 6:00 AM Special" e "Jean Michel Jarre's Track-by-Track Commentary " (in inglese e francese).

## Tracce
1. Fresh News – 2:44
2. Téo & Téa – 3:29
3. Beautiful Agony – 4:40
4. Touch to Remember – 6:09
5. Do It Fast – 3:25
6. Partners in Crime 1 – 3:38
7. Partners in Crime 2 – 3:35
8. Chatterbox – 2:16
9. In the Mood for You – 4:20
10. Gossip – 2:11
11. Vintage – 3:06
12. Melancholic Rodeo – 3:51
13. Téo & Téa - 4:00 AM – 7:06

## Musicisti
- Jean-Michel Jarre – tastiere, sintetizzatori e drum programming: Korg Radias, Moog Voyager, Roland MC-808, Roland Fantom-X-8, Roland V-Synth, Access Virus, SH-201, Pro Tools HD3; voce (Vocoder-filtered) in "In the Mood for You".
- Claude Samard – arrangiamento archi, chitarre, programmazione, Cubase, Digital Performer, Halion Archiviato il 23 giugno 2008 in Internet Archive. archi, Absynth, Lag guitars, Pro Tools HD3.
- Francis Rimbert – tastiere e sintetizzatori: Roland Fantom-X-8, V-Synth, Pro Tools Digi002
- Tim Hüfken – Programmazione speciale Groove Box e collaborazione artistica: Groove Box MC-808 e Sonar Sequencer
- Bertrand Lajaudie – programmazione aggiuntiva
- Anne Parillaud-Jarre – voce in "Beautiful Agony"[3]

## Singoli
Due singoli:
- "Téo & Téa", promozionale per club e stazioni radio (febbraio 2007)
- "Vintage", lanciato solo in formato digitale (luglio 2007).